# Mon meilleur ennemi (série télévisée, 2001)
Pour les articles homonymes, voir Mon meilleur ennemi.
Mon meilleur ennemi est une série télévisée québécoise en 66 épisodes de 45 minutes, scénarisée par Suzanne Aubry et Louise Pelletier, diffusée entre le 8 janvier 2001 et le 16 avril 2003 à la Télévision de Radio-Canada.

## Distribution
- Macha Grenon : Geneviève Langlois
- Pascale Montpetit : Franny Anderson
- Denis Bernard : Pierre Roberge
- Stéphane Breton : Michel Lebeau
- Patrick Goyette : Martin Rivard
- Johanne Marie Tremblay : Louise Gravel
- Annick Bergeron : Ginette Lachance
- Josée Deschênes : Corrine Lussier
- Danielle Proulx : Claire Lebeau
- Guy Provost : Georges Rivard
- Françoise Faucher : Hélène Rivard
- Andrée Lachapelle : Françoise Mercier
- Amulette Garneau : Colette Girard
- Marie-France Marcotte : Isabelle Sauvageau
- Wildemir Normil : Jude Mokolo
- Émile Proulx-Cloutier : Thomas Rivard
- Pénélope Valiquette-Pepin : Anne-Sophie Roberge
- Jean Besré : André Langlois
- Pierre Gauvreau : Jean-Claude Mailloux
- Martin Gendron : Louis Montour
- Annie Charland : Chloé Lemire
- Micheline Poitras : Monique Cloutier
- Christian Bégin : Pierre-Marc Bernier
- Micheline Bernard : Josianne Bernier
- Jules Philip : Jacques Brazeau
- Raymond Desmarteau : M. Hébert
- Anouk Simard : Mme McKenzie
- Nathalie Gadouas : Judith Nadeau
- Monique Richard : Dominique Lacoste
- Geneviève L'Allier-Matteau : Geneviève Langlois (Jeune)
- Matthew Dupuis : Martin Rivard (Jeune)
- Thierry Bourgault-D'Amico : Michel Lebeau (Jeune)
- Karine Vanasse : Franny Anderson (Jeune)
- Jacques Allard : Boy George Gauvin
- Alexandrine Agostini : Francine Lebeau
- Néfertari Bélizaire : Josette Toussaint
- Stéphan Côté : Fred '4X4' Leblanc
- Nathalie Coupal : Lorraine Cloutier
- Marie-Clovis Dansereau : Lisa Fortunato (Jeune)
- Claude Despins : Alex
- Antoine Durand : Félix
- Mohsen El Gharbi : Karim Ben Mehdi
- Annette Garant : Enquêteuse
- Esther Hardy : Reporter
- Bronwen Mantel : Pasteure anglicane
- Pascal Petardi : Infirmier
- Gérard Poirier : André Langlois #2
- Linda Roy : Lisa Fortunato
- Hugo Turgeon : Julien Mercier
- Marc-François Blondin
- Kim Yaroshevskaya : Sœur Magdalena
- Jacqueline Laurent

## Fiche technique
- Scénarisation : Suzanne Aubry et Louise Pelletier
- Réalisation : Céline Hallée, Peter John Ingles, Louis Plamondon et André Melançon

## Épisodes

### Première saison (2001)
1. Titre inconnu
2. Titre inconnu
3. Titre inconnu
4. Titre inconnu
5. Titre inconnu
6. Vie privée
7. Titre inconnu
8. Ciel mon mari
9. Titre inconnu
10. Titre inconnu
11. Rain, comme la pluie
12. Titre inconnu
13. Le Roi de l'évasion
14. La Puce à l'oreille

### Deuxième saison (2001-2002)
1. La Part du rêve
2. Vie de famille
3. Un grain de vérité
4. Il n'y a pas de fumée sans feu
5. Celle qui entrait par la fenêtre
6. Aegopodium Podagraria
7. Le Cas de Dominique
8. Et maintenant, que vais-je faire
9. Le Paradis perdu
10. Le Scorpion et la Grenouille
11. Adieu Thomas
12. Au-delà de
13. Une quille dans...
14. La Tour Eiffel
15. Les Fiançailles de Franny
16. L'Attrape-cœur
17. Accidents
18. Le Papillon
19. Le Diable et le bon Dieu
20. T'as de beaux yeux, tu sais
21. Un crapaud nommé Ritalin
22. L'Homme invisible
23. Fais un vœu
24. Tout sur ma mère
25. À quoi ça sert l'amour?
26. Inespéré et inattendu

### Troisième saison (2002-2003)
1. Le Vieux Chagrin
2. Chiens perdus sans collier
3. En haut, quelque part...
4. Les Battements du cœur
5. Les Beaux Mensonges
6. « L »
7. Babar et Céleste
8. Michel et ses sœurs
9. Le Matin des magiciens
10. Différents degrés de séparation
11. La Marraine de Petit-pois
12. Le Temps retrouvé
13. La Rumeur
14. Première
15. Hop la vie!
16. Mémoires d'un chauffeur
17. Un ange qui porte des claques
18. Le Candélabre
19. Saute, Claire, saute
20. La Chatte sur un toit glacé
21. La Grève de la faim
22. Maudit divan
23. La pluie et le beau temps
24. Illusions perdues
25. Les Courtes Nuits de Petit pois
26. Charade

## Commentaires
Depuis le 7 juin 2000, les internautes pouvaient suivre les développements de la série ainsi que d'écouter des entrevues en RealAudio sur le site de Radio-Canada, avant le lancement de la série en janvier 2001.

## Récompenses
- Prix Gémeaux